# Sarcocornia dunensis
Sarcocornia dunensis är en amarantväxtart som först beskrevs av Charles Edward Moss, och fick sitt nu gällande namn av S. Steffen, Mucina och G. Kadereit. Sarcocornia dunensis ingår i släktet Sarcocornia och familjen amarantväxter. Inga underarter finns listade i Catalogue of Life.